# Ian Storey
Ian Storey (Chilton, condado de Durham, Reino Unido, 1958) es un tenor inglés.

## Biografía
El padre, minero de profesión, bajo-barítono aficionado, y la madre organista de la iglesia local, lucharon para que su hijo se formara en una profesión que le alejara de la minería.
Storey se graduó como Bachelor of Arts con honores en diseño de muebles en la Universidad de Loughborough, Leicestershire. Después se trasladó a Nueva Zelanda para dedicarse a la enseñanza. Fue allí, en Auckland y durante el tiempo de reposo posterior a una lesión deportiva, donde empezó a estudiar canto con Andrea Moller. A su vuelta a Reino Unido, continuó sus estudios de canto con Bryan Drake y Laura Sarti en Londres y después con Rita Patanè y Dante Mazzola en Milán. Tomó clases de Carlo Cossutta en Trieste y actualmente toma clases de James Vaughan.
En 2008 Ian Storey fue laureado como doctor honoris causa en letras por la Universidad de Loughborough "en reconocimiento a su extraordinaria contribución a la ópera".

## Carrera operística y repertorio
Su carrera empezó en 1991 con la compañía de ópera inglesa Opera East Productions (OEP), cantando en el coro masculino de La violación de Lucrecia de Britten y posteriormente ya en roles protagonistas como Rodolfo en  La Bohème, y Radamés en Aida, así como Don José en Carmen, Osaka en Iris, de Mascagni, Peter Grimes, de Britten, y Fausto, de Gounod.
En 1993, con el patrocinio del Covent Garden y la The Peter Moores Foundation, estudió en el National Opera Studio de Londres. Otros patrocinadores financiaron estudios complementarios en Italia.
Estudió para el Covent Garden Opera los roles de Mark de The Midsummer Marriage, de Tippett, Cavaradossi de Tosca, Carlo VII de Giovanna d'Arco y el Corrado de Il corsaro, ambas óperas de Verdi y para la Scottisch Opera ha cantado, además de algunos de roles anteriores, los de Álvaro de La fuerza del destino, Manrico en Il trovatore, Pinkerton en Madame Butterfly, Boris en Katia Kabanová y Florestan en Fidelio y para otras compañías de ópera del Reino Unido, como la Welsh Opera, Opera North o Dorset Opera, -siempre además de algunos de los roles anteriores-, el Erik de El holandés errante, Calaf de Turandot, Jean de Hérodiade de Massenet.
Ha cantado muy poco en Londres, no habiendo actuado nunca en la English National Opera y muy pocas veces en el Covent Garden, con lo que su carrera ha tenido su mayor desarrollo fuera del Reino Unido, con actuaciones en el Festival Puccini de Torre del Lago, en el Teatro Carlo Felice de Génova, en Montpellier, Bari, Treviso, Teatro Massimo de Palermo, Ciudad de México, Ópera Estatal de Berlín, Arena de Verona, Treviso, Teatro San Carlo de Nápoles, Cagliari, Bolonia, Riga, Burdeos, Teatro Real de Madrid, Teatro del Liceo de Barcelona, La Fenice de Venecia, La Scala de Milán, Teatro Nacional de San Carlos de Lisboa, Ópera Estatal de Baviera (Múnich), Teatro de ópera de Zúrich, St. Gallen, Ópera Nacional de Washington, Ópera de Los Ángeles, Teatro Regio de Turín, Alte Oper Frankfurt, Ópera Real de Estocolmo y en el Festival de Glyndebourne.
Otros roles que ha cantado son el Turiddu de Cavalleria rusticana, Gregor en El caso Makropulos y Steva en Jenufa, ambas de  Janáček, Alwa en Lulú, de Berg, Samson en Samson et Dalila de Saint-Saëns, Herman en La dama de picas, de Chaikovski, Bacchus en Ariadne auf Naxos, Dick Johnson en La Fanciulla del West, Otello, Sergey en Lady Macbeth de Mtsensk, Tannhäuser, Tristán en Tristán e Isolda y Dmitri en Borís Godunov.

## El Tristán de La Scala
La carrera internacional de Ian Storey experimentó a finales de 2007 un salto hacia delante después del éxito de su actuación como Tristán en la producción de Tristán e Isolda de Patrice Chéreau en La Scala de Milán, con dirección musical de Daniel Barenboim y con Waltraud Meier en el papel de Isolda. La ocasión surgió por casualidad, porque un año antes, mientras Storey ensayaba su papel de Steva para Jenufa para La Scala, el tenor que La Scala había contratado para cantar el papel de Tristán ocho meses después se había caído del cartel inesperadamente. Con tan poco tiempo de reacción se consideraron todas las alternativas entre las cuales, se planteó a Storey si podía viajar a Berlín a una audición con el maestro Barenboim. Esta audición resultó positiva, comentando Barenboim a Storey que si bien un cantante normalmente necesita un año para aprender el rol, sólo se disponía de cinco meses antes de empezar los ensayos. La Scala proporcionó a Storey alojamiento en Milán y desde entonces Storey empezó una inmersión en el personaje, bajo la tutela de James Vaughan y su equipo, ensayado hasta nueve a diez horas diarias a medida que la fecha de comienzo de los ensayos se acercaba. 
El esfuerzo mereció la pena, porque después de su exitoso debut en el papel, Plácido Domingo le ha ofrecido cantar Sigfrido, de El anillo del nibelungo para Washington y el Otello para Los Ángeles.
Esta producción de Tristán e Isolda fue grabada en DVD.

## Discografía y videografía
- Tristan e Isolda, de Richard Wagner (2007), director: Daniel Barenboim. Producción de Patrice Chéreau,  (DVD) Virgin
- Lulú, de Alban Berg (2001), director: Stefan Anton Reck. Teatro Massimo de Palermo. Discográfica: Arte Nova Classics
- Jenufa - Janacek (2000) Director: Vladimir Jurowski. Teatro San Carlo, Naples. Discográfica: Foné
- Nozze Istriane de Antonio Smareglia (1999). Director: Tiziano Severini. 1999 Teatro Verdi di Trieste. Discográfica: Bongiovanni